# فهرست رئیس‌های دانشگاه‌های وزارت علوم
فهرست رئیس‌های دانشگاه‌های وزارت علوم

## دانشگاه‌ها

### دانشگاه تبریز
1. خانبابا بیانی
2. منوچهر اقبال
3. سید محمد سجادی
4. محسن هشترودی
5. ناصر قلی اردلان
6. محمد شفیع امین
7. عباسقلی گلشائیان
8. غلامعلی بازرگان دیلمقانی
9. محمدعلی صفاری
10. تقی سرلک
11. هوشنگ منتصری
12. منوچهر تسلیمی
13. علی اکبر حسن علی‌زاده
14. حمید زاهدی
15. محمد علی فقیه
16. منوچهر مرتضوی
17. قباد فتحی
18. حبیب‌الله مجیر مولوی
19. ابوالفتح ثقةالاسلامی
20. حسن باروقی
21. حسین صادقی شجاع
22. حسین سیفلو
23. مهدی گلابی
24. محمدعلی حسین پورفیضی
25. محمدرضا پورمحمدی
26. محمدحسین سرورالدین
27. محمدتقی علوی
28. پرویز آژیده
29. محمدرضا پورمحمدی
30. میررضا مجیدی
31. جلال نوری

### دانشگاه صنعتی شریف

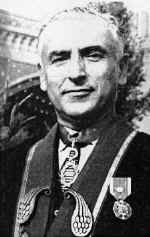
محمدعلی مجتهدی گیلانی، مؤسس دانشگاه

- محمدرضا شاه پهلوی، رئیس تا سال ۱۳۵۷[۱]

- محمدعلی مجتهدی گیلانی، مؤسس دانشگاه
- فضل‌الله رضا
- محمدرضا امین
- سید حسین نصر
- مهدی ضرغامی
- علیرضا مهران
- حسینعلی انواری
- علی محمد رنجبر، استاد مهندسی برق و معاون سابق وزیر نیرو و برگزیدهٔ همایش چهره‌های ماندگار[۲]
- عباس انواری
- علی اکبر صالحی، استاد مهندسی مواد، رئیس سازمان انر‍ژی اتمی و وزیر امور خارجه سابق ایران
- محمد اعتمادی
- سید خطیب‌الاسلام صدرنژاد، استاد مهندسی مواد
- سعید سهراب‌پور، استاد مهندسی مکانیک، عضو پیوستهٔ فرهنگستان علوم و برگزیدهٔ همایش چهره‌های ماندگار
- رضا روستاآزاد
- محمود فتوحی فیروزآباد

### دانشگاه اصفهان
روءسای گذشته تاکنون
- هوشنگ طالبی حبیب آبادی
  - دوره تصدیازتاریخ ۹۲/۹/۱۹ تاکنون
  - مدرک تحصیلی در زمان تصدی: دکتری
  - رشته تحصیلی در زمان تصدی:آمار کاربردی
- محمد حسین رامشت
  - دوره تصدیازتاریخ ۸۴/۶/۲۰ الی ۹۲/۹/۱۹
  - مقطع تحصیلی در زمان تصدی: دکتری
  - رشته تحصیلی در زمان تصدی:جغرافیای طبیعی
- هوشنگ طالبی حبیب آبادی
  - دوره تصدیازتاریخ ۷۶/۶/۹ الی ۸۴/۶/۲۰
  - مدرک تحصیلی در زمان تصدی: دکتری
  - رشته تحصیلی در زمان تصدی:آمار کاربردی
- حسن رزمجو
  - دوره تصدی از تاریخ ۶۴/۱۰/۳ الی ۷۶/۶/۹
  - مقطع تحصیلی درزمان تصدی: دکتری
  - رشته تحصیلی در زمان تصدی:چشم پزشکی
- سید مرتضی سقائیان نژاد
  - دوره تصدی از تاریخ ۶۱/۱۰/۵ الی ۶۴/۱۰/۳
  - مقطع تحصیلی در زمان تصدی: فوق لیسانس
  - رشته تحصیلی در زمان تصدی:برق
- اکبر شاه محمدی
  - دوره تصدی از تاریخ ۶۰/۸/۲۱ الی ۶۱/۱۰/۵
  - مقطع تحصیلی درزمان تصدی: دکتری
  - رشته تحصیلی در زمان تصدی:پزشکی
- محمد علی شاهزمانیان
  - دوره تصدی از تاریخ ۵۹/۷/۱۲ الی ۶۰/۸/۲۱
  - مقطع تحصیلی در زمان تصدی: دکتری
  - رشته تحصیلی در زمان تصدی:فیزیک
- غلامعباس توسلی
  - دوره تصدی از تاریخ ۵۷/۱۲/۹ الی ۵۹/۷/۹
  - مقطع تحصیلی در زمان تصدی: دکتری
  - رشته تحصیلی در زمان تصدی:علوم اجتماعی

### دانشگاه الزهرا
1. نجفقلی حبیبی
2. حکیمه دبیران
3. انسیه خزعلی

### دانشگاه بوعلی سینا
1. محمدعلی زلفی‌گل

### دانشگاه تربیت مدرس
1. نجفقلی حبیبی
2. فرهاد دانشجو
3. بیژن رنجبر
4. محمدتقی احمدی

### دانشگاه تهران
1. اسماعیل آوینی
2. غلامعلی افروز
3. منوچهر اقبال
4. احمد بیرشک
5. سید محمد تدین
6. حسن عارفی
7. حسین فروتن
8. علی‌اصغر حکمت
9. سید منصور خلیلی عراقی
10. محمد رحیمیان
11. فضل‌الله رضا
12. فرهاد رهبر
13. علی‌اکبر سیاسی
14. عباس شیبانی
15. جهانشاه صالح
16. عیسی صدیق
17. محمدرضا عارف
18. علینقی عالیخانی
19. عبدالله شیبانی
20. مصطفی عدل
21. علی مهدی‌زاده شهری
22. عباسعلی عمید زنجانی
23. رضا فرجی‌دانا
24. احمد فرهاد
25. محمد فرهادی
26. ابوالقاسم گرجی
27. اسماعیل مرآت
28. قاسم معتمدی
29. محمد ملکی
30. هوشنگ نهاوندی
31. محمود نیلی احمدآبادی
32. احمد هوشنگ شریفی
33. بهمن یزدی صمدی

### دانشگاه خوارزمی
1. اسماعیل آوینی
2. محمدعلی سبحان‌اللهی
3. کریم زارع
4. علیرضا مدقالچی

### دانشگاه شهید بهشتی
1. احمد اصغریان جدی
2. احمد شعبانی
3. احمد فرمد
4. احمد قریشی
5. انوشیروان پویان
6. عبدالصمد تقی‌زاده
7. سید حسن صدوق
8. عباس صفویان
9. عبدالعلی جهانشاهی
10. علی شیخ‌الاسلام
11. علی‌اکبر بینا
12. حمید لطیفی
13. محمدعلی مجتهدی گیلانی
14. محمدحسن احمدی (استاد دانشگاه)
15. محمدمهدی طهرانچی
16. سعدالله نصیری قیداری
17. هادی ندیمی
18. احمد هوشنگ شریفی

### دانشگاه شیراز
1. حمید نادگران
2. عبدالحمید ریاضی
3. لطفعلی صورتگر
4. حسن ظهور
5. فرهنگ مهر
6. هوشنگ نهاوندی

### دانشگاه صنعت آب و برق
1. محمد احمدیان
2. حمید لسانی
3. محمدرضا مشکوةالدینی
4. محمدصادق حامد
5. محمدصادق قاضی‌زاده
6. محمدرضا نقاشان
7. سید مجید یادآور نیک‌روش

### دانشگاه علامه طباطبایی
1. نجفقلی حبیبی
2. حسین سلیمی
3. سید صدرالدین شریعتی
4. علی شیخ‌الاسلامی
5. محسن خلیجی اسکویی

### دانشگاه قم
1. احمد بهشتی
2. مهدی قاضی خرم‌آبادی

### دانشگاه کردستان
1. سید یحیی یثربی